# Dmitri Igorewitsch Schewtschenko
Dmitri Igorewitsch Schewtschenko (russisch Дмитрий Игоревич Шевченко, engl. Transkription Dmitriy Shevchenko; * 13. Mai 1968 in Taganrog) ist ein ehemaliger russischer Diskuswerfer.
Nachdem er, als Repräsentant der Sowjetunion, bei den Leichtathletik-Weltmeisterschaften 1991 in Tokio Siebter und, für das Vereinte Team der GUS startend, bei den Olympischen Spielen 1992 in Barcelona Achter geworden war, gewann er Silber bei den Weltmeisterschaften 1993 in Stuttgart und bei den Leichtathletik-Europameisterschaften 1994 in Helsinki.
Kurz nach seinem achten Platz bei den Weltmeisterschaften 1995 in Göteborg wurde er bei einer Dopingkontrolle positiv auf Metandienon getestet und wegen dieses Verstoßes gegen die Dopingbestimmungen für zwei Jahre gesperrt. Der Biochemiker und Dopingfahnder Manfred Donike merkte dazu an: „Was man sich in der Szene so erzählt, stimmt meistens.“
Nach einem Aus in der Qualifikation bei den Weltmeisterschaften 1999 in Sevilla wurde er Elfter bei den Olympischen Spielen 2000 in Sydney. Bei den Weltmeisterschaften 2001 in Edmonton wurde er Vierter, bei den Europameisterschaften 2002 in München Sechster und bei den Weltmeisterschaften 2003 in Paris/Saint-Denis Zehnter. Bei den Olympischen Spielen 2004 in Athen schied er ohne gültigen Versuch aus.
Sechsmal wurde er Russischer Meister, nachdem er schon 1991 den Sowjetischen Titel errungen hatte. Sein weitester Wurf gelang ihm mit 70,54 m am 7. Mai 2002 in Krasnodar.
Dmitri Schewtschenko ist 2,00 m groß und wog zu seiner aktiven Zeit 140 kg.